# Проктор, Генри
Генри Артур Проктор (англ. Henry Arthur Proctor; 19 октября 1929 или 29 октября 1929, Бакстер-Спрингс, Канзас — 13 апреля 2005, Камас, Вашингтон) — американский гребец, выступавший за сборную США по академической гребле в начале 1950-х годов. Чемпион летних Олимпийских игр в Хельсинки, победитель и призёр регат национального значения. Офицер Военно-воздушных сил США.

## Биография
Генри Проктор родился 19 октября (по другим данным 29 октября) 1929 года в городе Бакстер-Спрингс, штат Канзас.
Занимался академической греблей во время учёбы в Военно-морской академии США в Аннаполисе, состоял в местной гребной команде, неоднократно принимал участие в различных студенческих регатах, в частности в восьмёрках побеждал на чемпионате Межуниверситетской гребной ассоциации (IRA) и в традиционной регате «Восточные спринты» (Eastern Sprints).
Наивысшего успеха в гребле на международном уровне добился в сезоне 1952 года, когда вошёл в основной состав американской национальной сборной и благодаря череде удачных выступлений удостоился права защищать честь страны на летних Олимпийских играх в Хельсинки. В составе экипажа-восьмёрки в финале обошёл всех своих соперников, в том числе более чем на пять секунд опередил ближайших преследователей из Советского Союза, и тем самым завоевал золотую олимпийскую медаль.
В 1954 году окончил Военно-морскую академию и затем служил в Военно-воздушных силах США.
Уволился из Вооружённых сил в 1971 году в звании полковника.
Умер 13 апреля 2005 года в Камасе в возрасте 75 лет.